# Cantó de Lanvollon
El cantó de Lanvollon (bretó Kanton Lannolon) és una divisió administrativa francesa situat al departament de Costes del Nord a la regió de Bretanya.

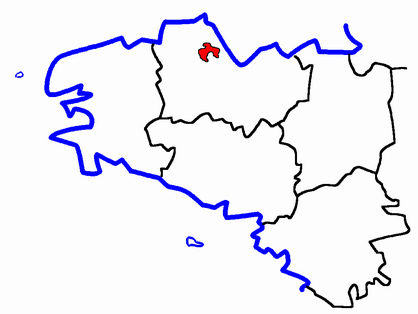
Situació del cantó

## Composició
El cantó aplega 4 comunes :
| Nom bretó          | Nom francès         | Nom gal·ló |
| Ar Faoued          | Le Faouët           | ---        |
| Gouanac'h          | Gommenec'h          | ---        |
| Lannebeur          | Lannebert           | ---        |
| Lannolon           | Lanvollon           | ---        |
| Ar Merzher         | Le Merzer           | ---        |
| Plian              | Pléguien            | Plégien    |
| Pañvrid-ar-Beskont | Pommerit-le-Vicomte | ---        |
| Tregedel           | Tréguidel           | ---        |
| Tresigne           | Tressignaux         | ---        |
| Tremeven-Goueloù   | Tréméven            | ---        |
| Trevereg           | Trévérec            | ---        |

## Història
| Data d'elecció                           | Identitat      | Partit | Qualitat                       |
| ---------------------------------------- | -------------- | ------ | ------------------------------ |
| 2001-                                    | Jean Le Floc'h | PS     | Alcalde de Pommerit-le-Vicomte |
| les dades anteriors no són pas conegudes |                |        |                                |
|                                          |                |        |                                |